# بنغاس كيناباتانغاني
بنغاس كيناباتانغاني (الاسم العلمي:Pangasius kinabatanganensis ) هو نوع من الأسماك يتبع جنس البنغاس من فصيلة سلور القرش.